# Susan Akin
Susan Akin (Meridian, 12 agosto 1965) è una modella statunitense, incoronata Miss America 1986.
Laureatasi presso l'università del Mississippi, dove faceva parte della confraternita Pi Beta Phi, in veste di Miss America, Susan Akin ha viaggiato molto insieme a Bob Hope. La Akin è stata inoltre molto attiva sul campo sociale, diventando la portavoce per l'associazione nazionale per la Sindrome di Down.